# Municipio de Pleasant Valley (condado de Cerro Gordo)
El municipio de Pleasant Valley (en inglés: Pleasant Valley Township) es un municipio ubicado en el condado de Cerro Gordo en el estado estadounidense de Iowa. En el año 2010 tenía una población de 440 habitantes y una densidad poblacional de 4,73 personas por km².

## Geografía
El municipio de Pleasant Valley se encuentra ubicado en las coordenadas 42°57′21″N 93°18′36″O / 42.95583, -93.31000. Según la Oficina del Censo de los Estados Unidos, el municipio tiene una superficie total de 93.05 km², de la cual 93,03 km² corresponden a tierra firme y (0,02 %) 0,02 km² es agua.

## Demografía
Según el censo de 2010, había 440 personas residiendo en el municipio de Pleasant Valley. La densidad de población era de 4,73 hab./km². De los 440 habitantes, el municipio de Pleasant Valley estaba compuesto por el 98,18 % blancos, el 0,91 % eran afroamericanos, el 0,91 % eran de otras razas. Del total de la población el 1,82 % eran hispanos o latinos de cualquier raza.